# Museum jüdischer Geschichte und Kultur

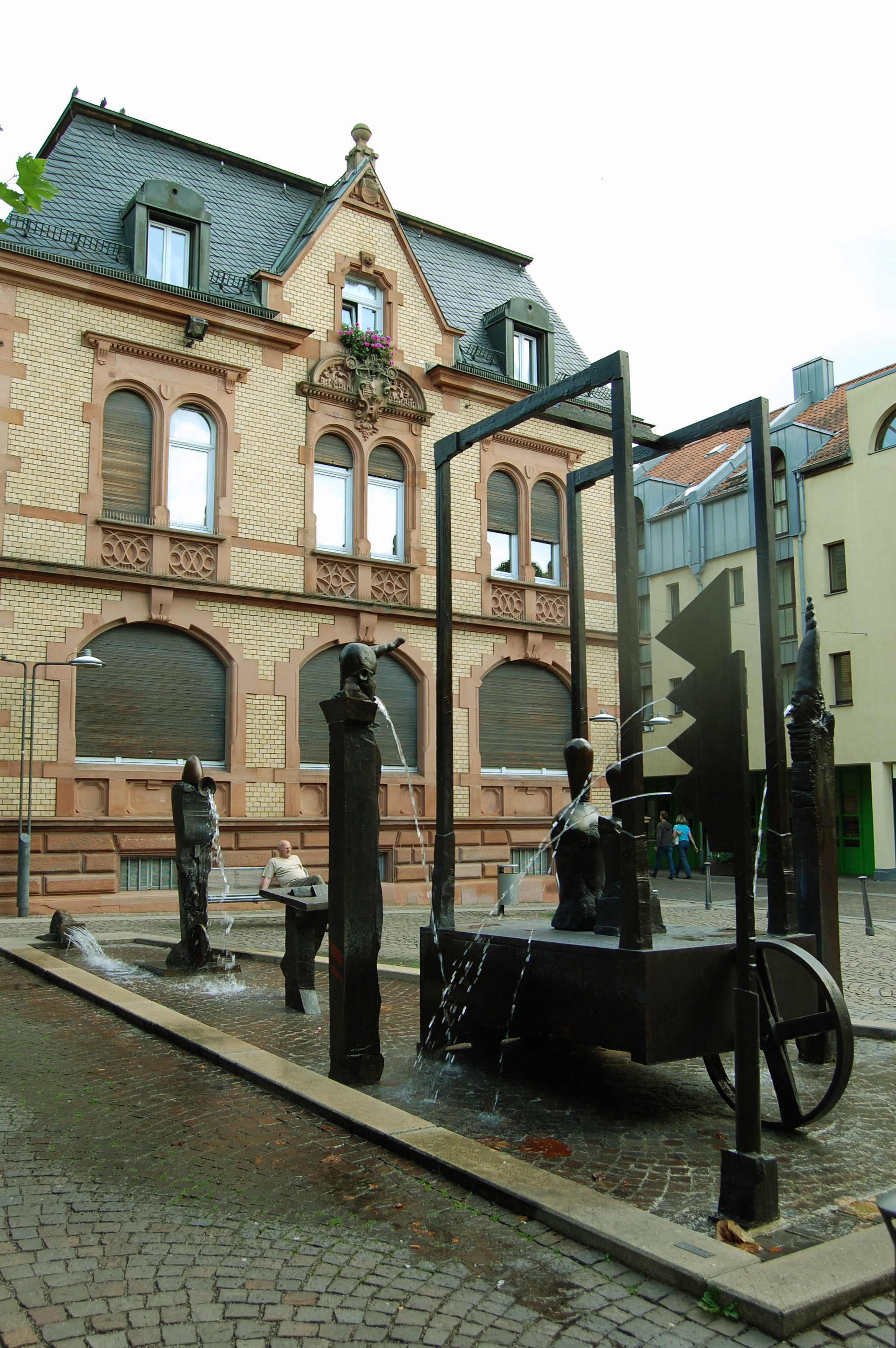
Siedziba muzeum

Museum jüdischer Geschichte und Kultur (pol. Muzeum Historii i Kultury Żydowskiej) – mieści się przy Wolfsthalplatz na starówce miasta w Aschaffenburgu. Placówka ta obok m.in. Muzeum Przyrodniczego oraz Zamkowego wchodzi w skład państwowych Muzeów Miasta Aschaffenburg.

## Muzeum i jego ekspozycja
Wystawa stała Muzeum Historii i Kultury Żydowskiej w Aschaffenburgu przedstawia historię aschaffenburskiej gminy żydowskiej od momentu pojawienia się pierwszej pisanej wzmianki o jej przedstawicielach w mieście (1267 rok) po czasy ich wypędzenia w czasach narodowego socjalizmu.
Dokumenty historyczne – zdjęcia, doniesienia oraz ogłoszenia prasowe ilustrują bogate życie miejscowej społeczności żydowskiej Aschaffenburga, która była zaliczana do największych w całej Bawarii. Wielka historia jest tutaj prezentowana na przykładzie lokalnych wydarzeń. Mocno podkreśla się fakt, iż starozakonni byli aktywnymi graczami na tutejszym rynku, bowiem to oni posiadali w 1933 roku blisko 100 sklepów i punktów usługowych w całym mieście.
Wgląd w świat wiary starozakonnych umożliwiają zwiedzającym wystawione w muzeum oryginalne przedmioty kultu religijnego. W centrum ekspozycji znajduje się Tora – najważniejsze dzieło judaizmu.

## Historia
Rabinat, w którym znajduje się obecnie muzeum, znajdował się dawniej w pobliżu zbudowanej w latach 1891-1893 synagogi. Sytuację sprzed lat przedstawia specjalnie skonstruowana makieta. Na miejscu domu modlitw zniszczonego w 1938 roku zostały w 1984 roku zasadzony platanowy gaj.

## Instytucje towarzyszące

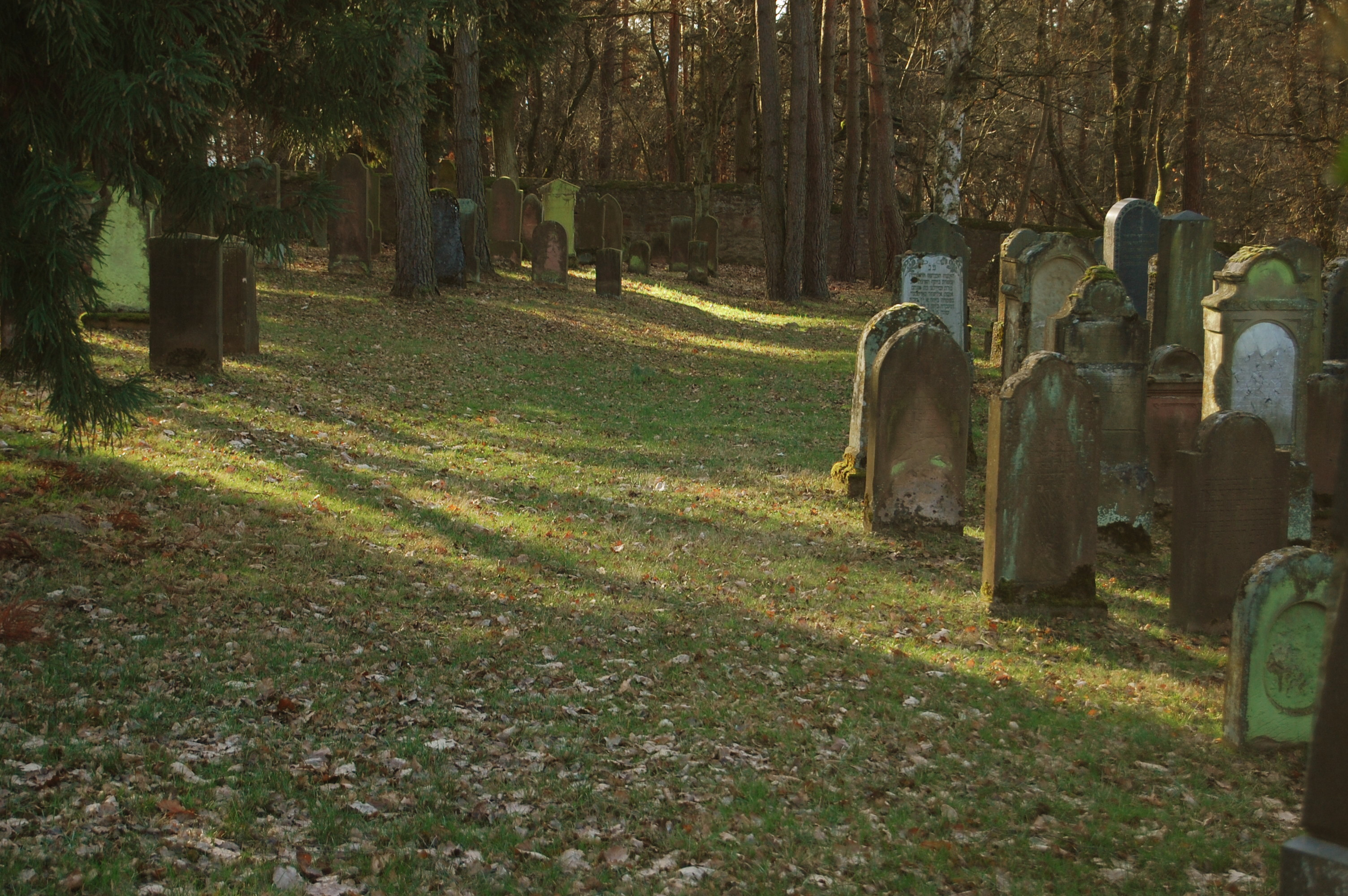
Stary cmentarz żydowski

Towarzystwo Domu Wolfsthalplatz (niem. Haus Wolfsthalplatz e.V.) powstało w 1983 roku. Stworzone zostało przez grupę ludzi, którzy zabiegali (od 1979 roku) o utworzenie w dawnym domu rabinów centrum dokumentacyjnego. Towarzystwo zajmuje się żydowskim dziedzictwem miasta Aschaffenburg. Bank Danych „Żydzi w Dolnej Frankonii” w swoich zasobach posiada następujące informacje: dane biograficzne dotyczące żydowskich mieszkańców miasta w latach 1800-1945, dokumentacje cmentarzy (ze zdjęciami i opisami), tłumaczenia napisów oraz danych technicznymi, dane dotyczące miejsc pobytu, emigracji, deportacji oraz mordów, drzewa genealogiczne w formie graficznej, a także przydatne źródła oraz linki.

## Zwiedzanie
W ramach zwiedzania muzeum istnieje możliwość zamówienia oprowadzania. W zależności od wieku zwiedzających oraz ich zainteresowań można zdecydować się na jeden z następujących tematów: „Helena musi spakować plecak”, „Czy Mojżesz miał pejsy?”, „Stolpensteine – żydowskie życie w Aschaffenburgu”, „Żydowska wiara i żydowski dzień powszedni” oraz „Pomiędzy Tichlą i półmiskiem sabatowym – dzień powszedni kobiety żydowskiej”.